# Physoschistura brunneana
Physoschistura brunneana är en fiskart som först beskrevs av Annandale, 1918.  Physoschistura brunneana ingår i släktet Physoschistura och familjen grönlingsfiskar. Inga underarter finns listade i Catalogue of Life.